# Kazimierz Cholewa
Kazimierz Cholewa (ur. 1943 w Olszowicach) – działacz NSZZ „Solidarność”, prezes Towarzystwa Parku im. dra Henryka Jordana w Krakowie.

## Życiorys
W 1980 organizował struktury NSZZ „Solidarność” w jednostkach handlu i usług zrzeszonych w „Społem”. Podczas stanu wojennego zajmował się kolportażem wydawnictw drugiego obiegu i organizował akcje antyrządowe.  Po manifestacji w dniu 13 maja 1983 zatrzymany oraz ukarany grzywną. Jednocześnie został zwolniony z pracy. W 1990 został radnym Miasta Krakowa z listy KO „Solidarność”. Wieloletni prezes Towarzystwa Parku im. dr. Henryka Jordana. W 1998 r. rozpoczął akcję organizacji uroczystości patriotycznych. Jest twórcą Galerii Wielkich Polaków XX w. W jej ramach w Parku im. dra Henryka Jordana zbudował serię pomników przedstawiających zasłużone postacie z najnowszej historii Polski. Nawiązująca do (funkcjonującego w przestrzeni parku już wcześniej) cyklu popiersi znanych Polaków inicjatywa doprowadziła do ustawienia do końca 2018 r. 35 pomników.

## Odznaczenia i nagrody
Otrzymał odznaczenia i nagrody:
- Złoty Krzyż Zasługi (2016)
- Krzyż Wolności i Solidarności (2018)
- Medal 100-lecia Odzyskania Niepodległości
- Medal „Pro Patria”
- Nagroda Kustosz Pamięci Narodowej (2020)
- Krzyż Kawalerski Orderu Odrodzenia Polski (2021)[5].